# Johnathan McClain

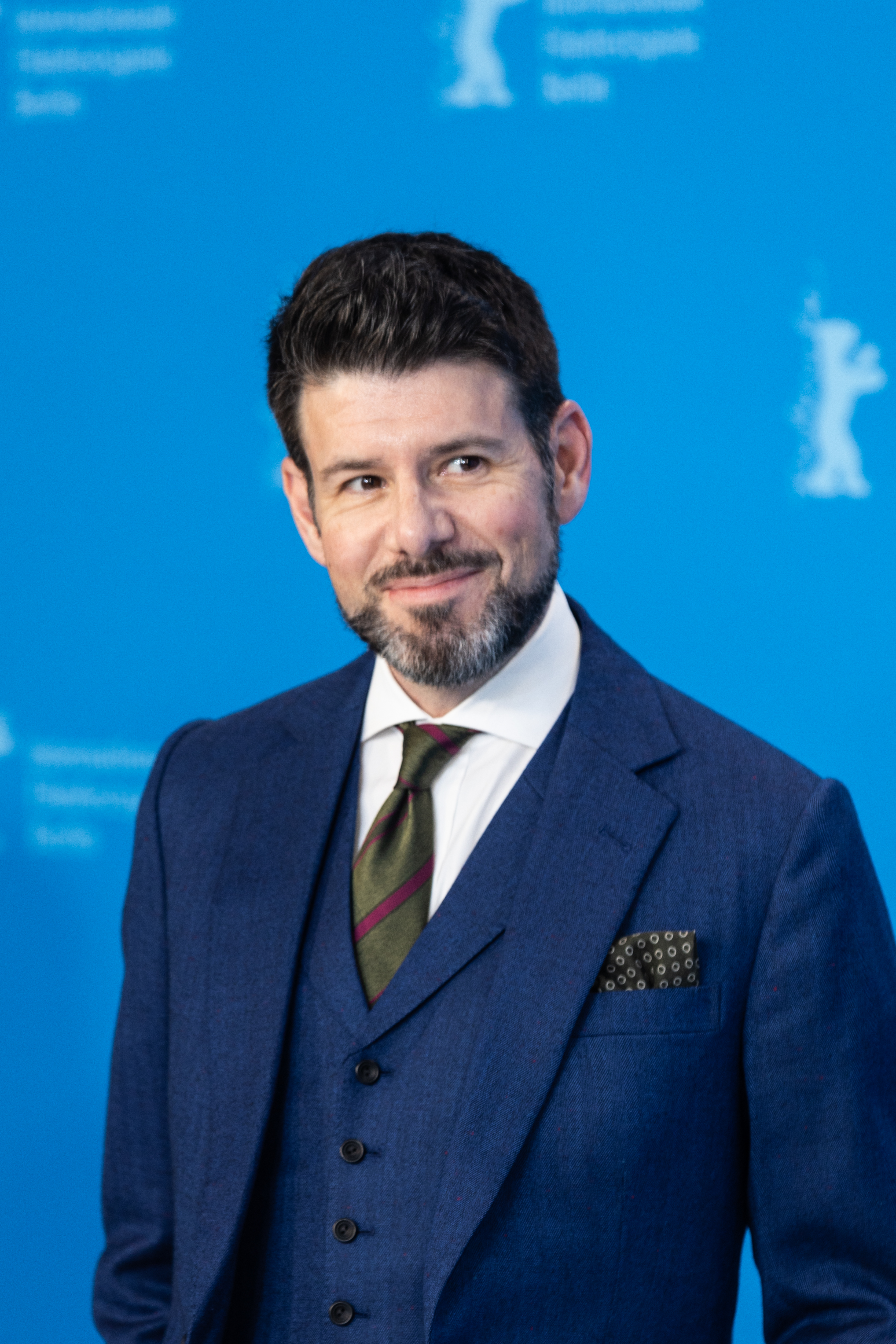
Johnathan McClain bei der Vorstellung des Films The Outfit im Februar 2022 auf der Berlinale

Johnathan McClain (* 2. Juli 1970 in Myrtle Beach, South Carolina) ist ein US-amerikanischer Schauspieler.

## Leben und Karriere
Ursprünglich aus Myrtle Beach stammend, zog Johnathan McClain im Alter von 21 Jahren nach Chicago, um dort Drehbücher zu schreiben und als Alleinunterhalter aufzutreten. Auf Grund seines Erfolges mit seiner Show zog er nach New York City um, wo er am Off-Broadway auftrat.
Obwohl Johnathan McClain schon 1998 sein Fernsehdebüt im Film Navy Kids – Die Schatzjäger gab, ist er erst seit 2001 öfters in Filmen und Serien zu sehen. Einer seiner ersten Auftritte war in einer Folge der Serie Law & Order: Special Victims Unit. Bereits 2005 hatte er seine erste Hauptrolle. Er verkörperte den Patric in der UPN-Serie The Bad Girl’s Guide, die jedoch bereits nach einer Staffel mit sechs Folgen eingestellt wurde. Nach zahlreichen Gastrollen, unter anderem in CSI: Miami und 24, war McClain erst wieder 2011 in einer Hauptrolle zu sehen. In der auf TV Land ausgestrahlten Sitcom Retired at 35 stellte er einen erfolgreichen Anwalt dar, der zurück zu seinen Eltern zieht. Nach dem Ende der Serie 2012 absolvierte er Auftritte in Crash & Bernstein und in Mad Men.
Seit dem 5. September 2010 ist McClain mit seiner Frau Laura verheiratet. Die beiden lebe sowohl in New York City als auch in Los Angeles.

## Filmografie (Auswahl)
- 1998: Navy Kids – Die Schatzjäger (Mystic Nights and Pirate Fights)
- 2001: Law & Order: Special Victims Unit (Fernsehserie, Folge 2x15)
- 2001: Dem Himmel so fern (Far from Heaven)
- 2005: The Bad Girl’s Guide (Fernsehserie, 6 Folgen)
- 2006: CSI: Miami (Fernsehserie, Folge 4x12)
- 2006: CSI: Vegas (CSI: Crime Scene Investigation, Fernsehserie, Folge 6x21)
- 2007: Without a Trace – Spurlos verschwunden (Without a Trace, Fernsehserie, Folge 5x22)
- 2009: 24 (Fernsehserie, 2 Folgen)
- 2009: Medium – Nichts bleibt verborgen (Medium, Fernsehserie, Folge 5x13)
- 2011–2012: Retired at 35 (Fernsehserie, 20 Folgen)
- 2012: The Glades (Fernsehserie, Folge 3x03)
- 2014: Crash & Bernstein (Fernsehserie, Folge 2x12)
- 2014: Mad Men (Fernsehserie, 2 Folgen)
- 2016: Lab Rats: Elite Force (Fernsehserie, Folge 1x05)
- 2022: The Outfit